# Resolutie 2104 Veiligheidsraad Verenigde Naties
Resolutie 2175 van de Veiligheidsraad van de Verenigde Naties werd op 29 mei 2013 door de VN-Veiligheidsraad aangenomen met unanimiteit van stemmen en verlengde de UNISFA-vredesmacht in Abyei, op de grens tussen Soedan en Zuid-Soedan, met een half jaar.

## Achtergrond
Al in de jaren 1950 was het zwarte zuiden van Soedan in opstand gekomen tegen het overheersende Arabische noorden. De vondst van aardolie in het zuiden maakte het conflict er enkel maar moeilijker op. In 2002 kwam er een staakt-het-vuren en werden afspraken gemaakt over de verdeling van de olie-inkomsten. Verschillende rebellengroepen waren hiermee niet tevreden en in 2003 ontstond het conflict in Darfur tussen deze rebellen en de door de regering gesteunde janjaweed-milities. Die laatsten gingen over tot etnische zuiveringen en in de volgende jaren werden in Darfur grove mensenrechtenschendingen gepleegd waardoor miljoenen mensen op de vlucht sloegen. In februari 2011 stemde een overgrote meerderheid van de inwoners van Zuid-Soedan in een referendum voor onafhankelijkheid. De regio Abyei, die tussen Noord- en Zuid-Soedan lag, werd echter door beide partijen opgeëist. Dit leidde veel geweld waardoor meer dan 100.000 inwoners op de vlucht sloegen.

## Inhoud

### Waarnemingen
De inspanningen van Soedan en Zuid-Soedan om de Veilige Gedemilitariseerde Grenszone te demilitariseren en het gezamenlijke grenstoezicht te organiseren werden gewaardeerd. Beide doeleinden waren van groot belang. De twee landen zouden er ook veel bij winnen als ze voor dialoog kozen in plaats van geweld en provocatie. Men was ook tevreden dat de presidenten beider landen, Omar al-Bashir en Salva Kiir Mayardit, meermaals hadden samengezeten. De stabiliteit in Abyei was verbeterd, maar er was anderzijds meer communautair geweld. Ook bleef het opzetten van het bestuur en politie van de regio vertraging oplopen, terwijl dit essentieel was om het communautaire conflict in de regio het hoofd te bieden.

### Handelingen
Het mandaat van de UNISFA-vredesmacht in Abyei werd verlengd tot 30 november 2013. Op vraag van de betrokken partijen werd ook het troepenplafond opgetrokken tot 5326. Dat moest de vredesmacht in staat stellen ondersteuning te bieden aan het gezamenlijke grenstoezicht, dat inmiddels van start was gegaan.
Men was tevreden over het feit dat Soedan en Zuid-Soedan zich aan resolutie 2046 hadden gehouden en hun leger en politie uit Abyei hadden teruggetrokken. Soedan moest wel nog de oliepolitie in Diffra weghalen. Abyei moest volledig vrijgemaakt worden van gewapende groepen anders dan UNISFA en de Abyeise politie.

## Verwante resoluties
- Resolutie 2075 Veiligheidsraad Verenigde Naties (2012)
- Resolutie 2091 Veiligheidsraad Verenigde Naties
- Resolutie 2109 Veiligheidsraad Verenigde Naties
- Resolutie 2155 Veiligheidsraad Verenigde Naties (2014)

Lijst ·  2086 ·  2087 ·  2088 ·  2089 ·  2090 ·  2091 ·  2092 ·  2093 ·  2094 ·  2095 ·  2096 ·  2097 ·  2098 ·  2099 ·  2100 ·  2101 ·  2102 ·  2103 ·  2104 ·  2105 ·  2106 ·  2107 ·  2108 ·  2109 ·  2110 ·  2111 ·  2112 ·  2113 ·  2114 ·  2115 ·  2116 ·  2117 ·  2118 ·  2119 ·  2120 ·  2121 ·  2122 ·  2123 ·  2124 ·  2125 ·  2126 ·  2127 ·  2128 ·  2129 ·  2130 ·  2131 ·  2132